# Мошенничество с материнским капиталом
Мошенничество с материнским капиталом — возникло после вступления в силу с 1 января 2007 года Федерального закона № 256-ФЗ от 29.12.2006 «О дополнительных мерах государственной поддержки семей, имеющих детей».

## Схемы мошеннических действий с материнским капиталом

### Незаконное получение материнского капитала
Документы для получения материнского капитала оформляются на существующих (не рождённых) детей. Для этого используются следующие варианты:
1. «Фиктивные документы» — подделывается справка из роддома или свидетельство о рождении ребёнка. Подделки достаточно легко выявляются.
2. «Фиктивные свидетельские показания» — этот более сложный вид мошенничества распространён в основном в цыганских общинах а также в Северо-Кавказском федеральном округе. Используется лазейка в российском законодательстве о том, если женщина рожала не в роддоме, документы на ребёнка в отделении ЗАГС можно получить на основе свидетельских показаний.

### Обналичивание материнского капитала
Услуги по обналичиванию материнского капитала сегодня предлагают и частные лица, и компании — чаще всего, так или иначе связанные с недвижимостью. От матери требуется только сертификат и доверенность на распоряжение деньгами. Услуги мошенников стоят от 30 до 100 тысяч рублей, а некоторые даже готовы довольствоваться 5-6 тысячами. При этом заранее ничего платить не нужно — комиссия вычитается из обналиченной субсидии.
В основном распространены следующие варианты:
1. «Фиктивная ипотека»[2] — сертификат на материнский капитал, предоставляется в кредитные финансовые учреждения для получения займа или кредита, который якобы должен пойти на покупку или улучшения жилья. В случае выявления такого преступления, родители ребёнка не только остаются без материнского капитала, но и выплачивают процент по полученному кредиту.
2. «Фиктивное свидетельство на право собственности» — в Пенсионный фонд предоставляют недействительные свидетельства о государственной регистрации права собственности, хотя никакого жилья семья не покупала. Здесь, чаще всего, оказываются замешаны сотрудники Росреестра, которые за определённую мзду выдают фальшивые бумажки.
3. «Покупка жилья, непригодного для проживания» — за гроши покупается уже реально несуществующий, но ещё не исключённый из реестра недвижимости дом (например недавно снесённый или сгоревший).
4. «Фиктивный договор купли-продажи» — предоставляется договор купли продажи дома (чаще всего у близких родственников), хотя сделка в действительности не совершается.
5. «Фиктивный ремонт» — предоставляется договор со строительной компанией и акт приёмки выполненных работ о якобы проведённом капитальном ремонте жилья.
6. «Фиктивная оценка стоимости» — за небольшую цену (несколько десятков тысяч рублей) покупается земельный участок под индивидуальное жилищное строительство или уже существующий добротный дом, но например, находящийся в глухой деревне. Оценочная компания предоставляет фиктивный отчёт о оценке стоимости недвижимости, где указывается стоимость значительно превышающая реальную. Такой вариант с одним и тем же домом или земельным участком может использоваться многократно.